# Giovanni Battista Tiepolo
Giovanni Battista Tiepolo (italijanska izgovorjava: [dʒoˈvanni batˈtista ˈtjɛːpolo, ˈtjeː-]; 5. marec 1696 – 27. marec 1770), znan tudi kot Giambattista (ali Gianbattista) Tiepolo, je bil italijanski slikar in grafik iz Beneške republike, ki je slikal v baročnem in rokokojskem slogu in velja za pomembnega člana beneške šole iz 18. stoletja. Bil je plodovit in ni delal samo v Italiji, ampak tudi v Nemčiji in Španiji.
Giovanni Battista Tiepolo, skupaj z Giambattisto Pittonijem, Canalettom, Giovanom Battisto Piazzetto, Giuseppejem Mario Crespijem in Francescom Guardijem velja za tradicionalne stare mojstre tega obdobja.
Uspešen že od začetka svoje kariere, ga je Michael Levey opisal kot »največjega dekorativnega slikarja Evrope 18. stoletja, pa tudi njenega najbolj sposobnega rokodelca.«

## Življenjepis

### Mladost (1696–1726)
Rojen v Benetkah, je bil najmlajši od šestih otrok Domenica in Orsette Tiepolo.  Njegov oče je bil majhen ladijski trgovec, ki je pripadal družini, ki je nosila prestižno patricijsko ime Tiepolo, ne da bi imela plemiško poreklo. Nekateri otroci so dobili plemiške botre, Giambattista pa je prvotno dobil ime po botru, beneškem plemiču Giovanniju Battisti Doriàju. Krščen je bil 16. aprila 1696 v tamkajšnji cerkvi San Pietro di Castello (takrat še uradno beneška stolnica). Njegov oče je umrl približno leto kasneje, mati pa pustil vzgojo družine majhnih otrok, verjetno v nekoliko težkih okoliščinah.
Leta 1710 je postal učenec Gregoria Lazzarinija, uspešnega slikarja eklektičnega sloga. Nanj pa je vsaj enako močno vplivalo njegovo preučevanje del drugih sodobnih umetnikov, kot sta Sebastiano Ricci in Giovanni Battista Piazzetta ter del njegovih beneških predhodnikov, zlasti Tintoretta in Veroneseja. Biografija njegovega učitelja, objavljena leta 1732, pravi, da je Tiepolo »odstopil od (Lazzarinijevega) študiranega načina slikanja in, ves duh in ogenj, sprejel hiter in odločen slog«. Njegova najzgodnejša znana dela so upodobitve apostolov, naslikane v spandrelih kot del okrasja cerkve Ospedoletto v Benetkah v letih 1715–6. Približno v istem času je postal slikar doža Giovannija II. Cornara in nadzoroval obešanje slik v njegovi palači, pa tudi sam je naslikal številna dela, od katerih sta bila identificirana le dva portreta. Svojo prvo fresko je naslikal leta 1716 na stropu cerkve v Biadenu blizu Trevisa.[9] Verjetno je zapustil Lazzarinijev atelje leta 1717, ko je bil sprejet v Fraglio ali ceh slikarjev.
Okoli 1719–1720 je naslikal shemo fresk za premožnega in nedavno poplemenitenega založnika Giambattista Baglioneja v dvorani njegove vile v Massanzagu blizu Padove. Tiepolo je upodobil zmagoslavje Aurore na stropu in mit o Faetonu na stenah, kar je ustvarilo nekakšno fluidno prostorsko iluzijo, ki je postala ponavljajoča se tema v njegovem delu.
Leta 1722 je bil eden od dvanajstih umetnikov, ki so jim naročili, da prispevajo sliko na platnu enega od apostolov kot del okrasne sheme za ladjo San Stae v Benetkah. Drugi vpleteni umetniki so bili Ricci, Piazetta in Pellegrini.

### Poroka in otroci
Leta 1719 se je Tiepolo poročil s plemkinjo Mario Cecilio Guardi, sestro dveh sodobnih beneških slikarjev, Francesca in Giovannija Antonia Guardija. Tiepolo in njegova žena sta imela devet otrok, od katerih so štiri hčere in trije sinovi preživeli polnoletnost. Dva od njegovih sinov, Domenico in Lorenzo, sta slikala z njim kot njegova pomočnika in pozneje dosegla nekaj neodvisnega priznanja, zlasti Giovanni Domenico Tiepolo. Njegovi otroci so slikali figure s podobnim dizajnom kot njihov oče, vendar z značilnimi, tudi žanrskimi, slogi. Njegov tretji sin je postal duhovnik. Med njegovimi učenci so bili Fabio Canal, Francesco Lorenzi in Domenico Pasquini.

### Zgodnje zrelo delo (1726–1750)
Nekaj večjih naročil je prišlo od patricijske družine Dolfin. Dionisio Dolfin, videmski nadškof v Furlaniji, ga je zaposlil, da je okrasil kapelo v videmski stolnici in nato naslikal še en cikel, ki prikazuje epizode iz življenja Abrahama in njegovih potomcev iz Geneze v njegovi nadškofovski palači ("Arcivescovado" «) (dokončano 1726–1728). Kljub vzvišeni tematiki so svetlih barv in lahkotnega razpoloženja: Michael Levey opisuje slike v palači kot »bleščeč niz miz, poln duhovitosti in elegance«] Tiepolo je uporabil veliko hladnejšo paleto kot prejšnji beneški slikarji, da bi ustvaril prepričljiv učinek dnevne svetlobe. Njegove prve mojstrovine v Benetkah so bile cikel desetih ogromnih platen, naslikanih za okras velike sprejemne sobe Ca' Dolfin na Beneškem kanalu (pribl. 1726–1729), ki prikazuje bitke in zmagoslavja iz zgodovine starega Rima.
Te zgodnje mojstrovine, inovativne med beneškimi freskami zaradi svoje svetlosti, so mu prinesle številna naročila. Slikal je platna za cerkve, kot je Verolanuova (1735–1740), za Scuola dei Carmini (1740–1747), v Cannaregiu, strop za Palazzi Archinto in Casati-Dugnani v Milanu (1731), kapelo Colleoni v Bergamo (1732–1733), strop za Gesuati (Santa Maria del Rosario) v Benetkah sv. Dominika, ki postavlja rožni venec (1737–1739), Palazzo Clerici, Milano (1740), okraski za vilo Cordellina Molin, strop za Chiesa degli Scalzi (1743–1744); zdaj uničena (rekonstitucija: [14]), Villa Cordellina, v Montecchio Maggiore (1743–1744) in za plesno dvorano Palazzo Labia v Benetkah (zdaj televizijski studio), ki prikazuje Zgodbo o Kleopatri (1745–1750).

### Jedkanice
Tiepolo je ustvaril dva kompleta jedkanic, Capricci (okoli 1740–1742) in Scherzi di fantasia (okoli 1743–1757). Deset capriccijev je prvi objavil Anton Maria Zanetti, vključenih v tretjo izdajo zbirke lesorezov po Parmigianu. Ločeno so bila objavljena šele leta 1785. Tematika je pogosto bizarna in fantastična, dela pa veliko dolgujejo zgledu Salvatorja Rosa in Giovannija Benedetta Castiglioneja. 23 Scherzev je bilo vgraviranih več kot deset let in zasebno v obtoku, komercialno objavljenih šele po Tiepolovi smrti, s številkami in naslovi, ki jih je dodal njegov sin Giandomenico. Predmeti vključujejo skrivnostne vzhodnjaške figure in v nekaterih kasnejših grafikah prizore nekromancije.

### Würzburška rezidenca (1750–1753)
Do leta 1750 se je Tiepolov sloves trdno utrdil po vsej Evropi s pomočjo njegovega prijatelja Francesca Algarottija, trgovca z umetninami, kritika in zbiratelja. Tistega leta je po naročilu knezoškofa Karla Philipa von Greiffenklaua odpotoval v Würzburg, kamor je prispel novembra 1750. Tam je ostal tri leta, med katerimi je izdelal stropne poslikave v palači Neue Residenz (dokončana 1744). V sodelovanju s svojima sinovoma Giandomenico in Lorenzom je poslikal freske v salonu Kaisersaal, nato pa je bil povabljen, da pripravi načrt za veličastno vhodno stopnišče (Treppenhaus), ki ga je zasnoval Balthasar Neumann. To je ogromna stropna freska na 677 m 2 in je bila dokončana novembra 1753. Njegova Alegorija planetov in celin prikazuje Apolona, ki se podaja na svojo dnevno pot; božanstva okoli njega simbolizirajo planete; alegorične figure (na vencu) predstavljajo štiri celine. V evropski del te freske je vključil več portretov, vključno z avtoportretom, eden od njegovega sina Giandomenica, eden od knezoškofa von Greiffenklaua, eden od slikarja Antonia Bossija in eden od arhitekta, Balthasarja Neumanna.

### Vrnitev v Benetke in Benečijo (1753–1770)
Tiepolo se je leta 1753 vrnil v Benetke. Po njem so zdaj povpraševali doma, pa tudi v tujini, kjer je bil izvoljen za predsednika Padovanske akademije. Nadaljeval je z dokončanjem gledaliških fresk za cerkve; Triumf vere za Chiesa della Pietà; freske na ploščah za Ca' Rezzonico (kjer je zdaj tudi njegova stropna freska iz Palazzo Barbarigo) in slike za patricijske vile na beneškem podeželju, kot je vila Valmarana v Vicenzi in dodelan panegirični strop za vilo Pisani v Stra.
Na nekaterih slavnih freskah v Palazzo Labia je upodobil dva prizora iz Kleopatrinega življenja: srečanje Antonija in Kleopatre in leopatrino pojedino, kot tudi na osrednji stropni freski Triumf Belerofonta nad časom. Tu je sodeloval z Girolamom Mengozzijem Colonno. Ta povezava s Colonno, ki je oblikoval tudi scenografijo za opero, poudarja vse večjo težnjo po kompoziciji kot uprizorjeni fikciji v Tiepolovih freskah. Arhitektura banketne freske spominja tudi na Veronesejevo poroko v Kani. Leta 1757 je naslikal oltarno sliko za družino Thiene, ki predstavlja apoteozo svetega Kajetana. Je v cerkvi zaselka Rampazzo v Camisano Vicentino.

### Madrid
Leta 1761 je Karel III. naročil Tiepolu izdelavo stropne freske za okrasitev prestolne sobe kraljeve palače v Madridu. Panegirična tema je Apoteoza Španije in ima alegorične upodobitve, ki spominjajo na prevlado Španije v Ameriki in po vsem svetu.
Poslikal je tudi dva druga stropa v palači in izvedel številna zasebna naročila v Španiji. Vendar je trpel zaradi ljubosumja in ostrega nasprotovanja vzhajajočega prvaka neoklasicizma Antona Raphaela Mengsa; na pobudo Mengsovega zagovornika, kraljevega spovednika Joaquima de Electa, je dal Tiepolovo serijo platen za cerkev S. Pascuala v Aranjuezu zamenjati z deli njegovega ljubljenca.
Tiepolo je umrl v Madridu 27. marca 1770. Pokopan je v Madonni dell'Orto v Benetkah.
Po njegovi smrti sta vzpon strogega neoklasicizma in postrevolucionarni zaton absolutizma privedla do počasnega zatona rokokojskega sloga, povezanega z njegovim imenom, vendar nista okrnila njegovega ugleda. Leta 1772 je bil Tiepolov sin dovolj spoštovan, da je postal slikar doža Giovannija II. Cornara, odgovornega za dekoracijo Palazzo Mocenigo v sestiereju San Polo v Benetkah.

## Galerija
- Satirica s puttom, c. 1740–1742, muzej Norton Simon
- Imperij Flore, c. 1743, Muzej lepih umetnosti v San Franciscu
- Alegorija planetov in celin, 1752
- Žrtev Ifigenije, 1757, Villa Valmarana
- Alegorija kreposti in plemenitosti (Allegorija moči in modrosti), c. 1740–1750, Museo Poldi Pezzoli
- Skica za Venero in Vulkana, 1765–66
- Družina Satirov (Pan in njegova družina), jedkanica, c. 1743–1750
- Karikatura nizkega gospoda, ki drži muf, pero in sivo črnilo
- Ženska in dojenček satir v pokrajini, iz serije jedkanic 'Kapriči'

## Seznam del

### Slike pred letom 1740
| Delo                                                             | Datacija         | Lega                                                                                            | Link |
| ---------------------------------------------------------------- | ---------------- | ----------------------------------------------------------------------------------------------- | ---- |
| Scipion Afričan osvobodi Massivo                                 | med 1719 in 1721 | Walters Art Museum, Baltimore, USA                                                              |      |
| Mučeništvo sv. Bartolomeja                                       | 1722             | San Stae, Benetke                                                                               |      |
| Slava sv. Dominika                                               | 1723             | Gallerie dell'Accademia, Benetke                                                                |      |
| Ugrabitev Europe                                                 | ok. 1725         | Gallerie dell'Accademia, Benetke                                                                |      |
| Alegorija moči zgovornosti                                       | ok. 1725         | Courtauld Institute, Model za Palazzo Sandi, Benetke                                            |      |
| Freske                                                           | 1726             | Škofovska palača, Videm                                                                         |      |
| Ca' Dolfin Tiepolos                                              | 1726–1729        | Metropolitan Museum of Art, New York; Ermitaž, Sankt Peterburg; Kunsthistorisches Museum, Dunaj |      |
| Perzej & Andromeda                                               | 1730             | Frick Collection                                                                                |      |
| Vzgoja Marije                                                    | 1732             | Santa Maria della Consolazione, Benetke (Fava), Benetke                                         |      |
| Angel rešuje Hagar                                               | 1732             | Scuola Grande di San Rocco, Benetke                                                             |      |
| Janez Krstnik pridiga                                            | 1732–1733        | Cappella Colleoni, Bergamo                                                                      |      |
| Obglavljenje Janeza Krstnika                                     | 1732–1733        | Cappella Colleoni, Bergamo                                                                      |      |
| Bič jač                                                          | 1732–1735        | Gallerie dell'Accademia, Benetke                                                                |      |
| Jožef prejema prstan od faraona                                  | 1732–1735        | Dulwich Picture Gallery                                                                         |      |
| Triumf Zefirja in Flore                                          | 1734–1735        | Museo del Settecento Veneziano, Ca' Rezzonico, Benetke                                          |      |
| Jupiter in Danaa                                                 | 1736             | Universitet Konsthistoriska Institutionen, Stockholm                                            |      |
| Najdba Mojzesa                                                   | 1736–1738        | National Gallery of Scotland, Edinburgh                                                         |      |
| Papež sv. Klemen, ki časti Trojico                               | 1737–1738        | Stara pinakoteka, München                                                                       |      |
| Sv. Avguštin, sv. Ludvik Francoski, sv. Janez Evangelist in škof | 1737–1738        | Palais des Beaux-Arts de Lille                                                                  |      |
| Ustanova rožnega venca                                           | 1737–1739        | Cerkev Santa Maria del Rosario (Gesuati), Benetke                                               |      |
| Kristus nosi križ                                                | 1737–1738        | Sant'Alvise, Benetke                                                                            |      |
| Madona z gore Karmel                                             | 1730s            | Pinakoteka Brera, Milano                                                                        |      |
| Marija in šest svetnikov                                         | 1737–1740        | Museum of Fine Arts, Budapest                                                                   |      |

### Dela od 1740–1750
| Delo                                             | Datacija      | Lega                                             | Link |
| ------------------------------------------------ | ------------- | ------------------------------------------------ | ---- |
| Devica s tremi dominikanskimi svetnicami         | 1739–1748     | erkev Santa Maria del Rosario (Gesuati), Benetke |      |
| Aleksander Veliki in Campaspe v ateljeju Apelles | 1740          | Getty Center, Los Angeles                        |      |
| Devica se prikazuje sv. Filipu Neriju            | 1740          | Museo Diocesano, Camerino                        |      |
| Zbiranje mane                                    | 1740–1742     | Parrocchiale, Verolanuova                        |      |
| Melkizedekova žrtev                              | 1740–1742     | Parrocchial church, Verolanuova                  |      |
| Najdba Mojzesa                                   | 1740–1745     | National Gallery of Victoria, Melbourne          |      |
| Rinaldo očaran z Armido                          | 1742          | Art Institute of Chicago                         |      |
| Rinaldo in Armida v njenem vrtu                  | 1742          | Art Institute of Chicago                         |      |
| Armido zapusti Rinaldo                           | 1742          | Art Institute of Chicago                         |      |
| Rinaldo in mag iz Ascalona                       | 1742          | Art Institute of Chicago                         |      |
| Zmaga kreposti in plemenitosti nad nevednostjo   | 1743          | Norton Simon Museum, (Pasadena, CA)              |      |
| Imperij Flore                                    | 1743          | The Legion of Honor, (San Francisco, CA)         |      |
| Čas razkriva resnico                             | ok. 1743      | Museo Civico Palazzo Chiericati, Vicenza         |      |
| Kleopatrin banket                                | 1743–1744     | National Gallery of Victoria, Melbourne          |      |
| Častilci                                         | 1743–1745     | Gallerie dell'Accademia, Benetke                 |      |
| Apolon in Dafne                                  | 1755–1760     | National Gallery of Art, Washington DC           |      |
| Odkritje pravega križa                           | ok. 1745      | Gallerie dell'Accademia, Benetke                 |      |
| Čas razkriva resnico                             | ok. 1745–1750 | Museum of Fine Arts, Boston                      |      |
| Freske zgodbe o Kleopatri                        | 1746          | Palazzo Labia, Benetke                           |      |
| Sv. Patrik, irski škof                           | 1746          | Musei Civici di Padova, Padova                   |      |
| Zadnje obhajilo svete Lucije                     | 1747–1748     | Santi Apostoli, Benetke                          |      |
| Banket Kleopatre in Antonija                     | 1747–1750     | North Carolina Museum of Art, Raleigh, ZDA       |      |
| Poveličevanje družine Barbaro                    | 1749–1750     | Metropolitan Museum of Art, New York, USA        |      |
| Sv. Jakob Veliki osvaja Mavre                    | 1749–1750     | Museum of Fine Arts, Budimpešta                  |      |
| Bakh in Ariadna                                  | 1743–1745     | National Gallery of Art, Washington, D.C., USA   |      |

### Dela po letu 1750
| Delo | Datacija   | Lega                                                       | Link |
| --- | ---------- | ---------------------------------------------------------- | ---- |
| Freske | 1751–1753  | Würzburška rezidenca                                       |      |
| zbirka Manna | okoli 1751 | Narodni muzej Srbije, Beograd                              |      |
| Alegorija planetov in celin                                                                                              | 1752       | Metropolitanski muzej umetnosti, New York                  |      |
| Hijacintova smrt | 1752–1753  | Thyssen-Bornemisza Museum, Madrid                          |      |
| Čaščenje Treh kraljev | 1753       | Stara pinakoteka, Munich                                   |      |
| Kronanje Device | 1754       | Kimbell Art Museum, Dallas (model za Ospedale della Pietà) |      |
| Prihod gonfaloniera Piera Soderinija v Firence leta 1502 (L'ingresso di gonfaloniere Piero Soderini in Firenze nel 1502) | 1754       | Swiss Embassy, Rim, Italija                                |      |
| Alegorija z Venero in Časom                                                                                              | 1754–1758  | Narodna galerija, London                                   |      |
| Freske iz rimske mithologije                                                                                             | 1757       | Villa Valmarana, Vicenza                                   |      |
| Sedeči mož in dekle z vrčem                                                                                              | okoli 1755 | Narodna galerija, London                                   |      |
| Teološke kreposti | okoli 1755 | Kraljevi muzeji lepih umetnosti Belgije, Bruselj           |      |
| Mučeništvo sv. Agate | okoli 1756 | Gemäldegalerie, Berlin                                     |      |
| Alegorija zaslug, ki jih spremlja plemenitost in krepost                                                                 | 1757–1758  | Museo del Settecento Veneziano, Ca' Rezzonico, Benetke     |      |
| Santa Tecla moli za osvoboditev Esteja od kuge                                                                           | 1759       | Santa Tecla, Este                                          |      |
| Papež sv. Silvester krsti cesarja Konstantina Velikega                                                                   | 1759       | cerkjev San Silvestro, Brescia                             |      |
| Videnje sv. Ane | 1759       | Gemäldegalerie Alte Meister, Dresden                       |      |
| Vrlina in plemenitost kronata ljubezen                                                                                   | 1759–1761  | Museum of Fine Arts, Boston                                |      |
| Model za apoteozo družine Pisani                                                                                         | 1760       | Musée des Beaux-Arts d'Angers                              |      |
| Marija in lišček | okoli 1760 | National Gallery of Art, Washington                        |      |
| Ženska s papigo | 1760–1761  | Ashmolov muzej, Oxford                                     |      |
| Apoteoza družine Pisani                                                                                                  | 1761–1762  | Vila Pisani, Stra                                          |      |
| San Carlo Borromeo | 1767–1769  | Cincinnati Art Museum                                      |      |
| Brezmadežno spočetje | 1767–1769  | Muzej Prado, Madrid                                        |      |
| Slava Španije | 1762–1766  | Prestolna soba Kraljeva palača, Madrid                     |      |
| Apoteoza španske monarhije                                                                                               | 1762–1766  | Kraljičina predsoba, kraljeva palača v Madridu             |      |
| Venera in Vulkan | 1762–1766  | Halberdiersova soba, kraljeva palača v Madridu             |      |
| Pokopavanje Kristusa | 1769–1770  | Narodni muzej antične umetnosti, Lizbona                   |      |
| Beg v Egipt | 1765–1770  | Narodni muzej antične umetnosti, Lizbona                   |      |

## Zunanje povzave
- Art UK bio
- Udine, IT, Tiepolo's city
- Many works by Tiepolo
- Works in Udine Arhivirano 9 March 2010 na Wayback Machine.
- Short biography
- Illustrated biography and discussion of famous works
- Aldo Rizzi
- References to Giambattista Tiepolo in European historic newspapers